# 陈寿
| 中國二十四史 | 中國二十四史   | 中國二十四史 | 中國二十四史 | 中國二十四史 |
| 次序         | 書名           | 作者         | 作者         |              |
| 次序         | 書名           | 姓名         | 時代         |              |
| ------------ | -------------- | ------------ | ------------ | ------------ |
| 1            | 史记           | 司馬遷       | 西漢         |              |
| 2            | 汉书           | 班固         | 東漢         |              |
| 3            | 后汉书         | 范曄         | 劉宋         |              |
| 4            | 三國志         | 陈寿         | 西晋         |              |
| 5            | 晋书           | 房玄龄等     | 唐           |              |
| 6            | 宋书           | 沈约         | 蕭梁         |              |
| 7            | 南齐书         | 萧子显       | 蕭梁         |              |
| 8            | 梁书           | 姚思廉       | 唐           |              |
| 9            | 陈书           | 姚思廉       | 唐           |              |
| 10           | 魏书           | 魏收         | 北齐         |              |
| 11           | 北齐书         | 李百药       | 唐           |              |
| 12           | 周书           | 令狐德棻等   | 唐           |              |
| 13           | 南史           | 李延寿       | 唐           |              |
| 14           | 北史           | 李延寿       | 唐           |              |
| 15           | 隋书           | 魏徵等       | 唐           |              |
| 16           | 旧唐书         | 刘昫等       | 后晋         |              |
| 17           | 新唐书         | 欧阳修等     | 北宋         |              |
| 18           | 旧五代史       | 薛居正等     | 北宋         |              |
| 19           | 新五代史       | 欧阳修       | 北宋         |              |
| 20           | 宋史           | 脱脱等       | 元           |              |
| 21           | 辽史           | 脱脱等       | 元           |              |
| 22           | 金史           | 脱脱等       | 元           |              |
| 23           | 元史           | 宋濂等       | 明           |              |
| 24           | 明史           | 张廷玉等     | 清           |              |
| 相關         | 東觀漢記       | 劉珍等       | 東漢         |              |
| 相關         | 新元史         | 柯劭忞       | 民國         |              |
| 相關         | 清史稿         | 趙爾巽等     | 民國         |              |
| 相關         | 點校本二十四史 | 顧頡剛等     | 共和國       |              |

陈寿（233年—297年），字承祚，巴西郡安漢縣（现四川省南充市）人，蜀漢至西晉時期的歷史學者。年輕時好學，曾師事於同郡的譙周，在蜀漢曾任觀閣令史，屢被譴黜。蜀漢亡國後則仕於西晉，當時晉國司空張華愛其才，便舉為孝廉，除佐著作郎，補陽平令。時人稱其善敘事，有良史之才，當時夏侯湛也著有《魏書》，見陳壽所作的《三國志》的魏書部分，便銷毀自己的著作。
著有《蜀相諸葛亮集》、《三國志》六十五篇、《古國志》五十篇、《益部耆舊傳》十篇，餘文章傳於世。

## 生平
陳壽少時勤學，曾拜譙周為師，當時同儕將陳壽、李密比喻為子游、子夏，文立比喻為顏回，羅憲比喻為子貢。他研讀《尚書》、《春秋》、《漢書》、《史記》等史書。後來擔任蜀漢的觀閣令史，因不願曲附權宦黃皓，所以屢遭譴黜。
公元263年蜀漢為曹魏所亡，265年司馬炎篡魏，改國號為晉。在罗宪的推荐下，晉之司空張華十分賞識陳壽的才華，舉其為孝廉，被委派為佐著作郎，出補陽平令。在此期間，陳壽編撰了《蜀相諸葛亮集》上奏朝廷，因此而獲授著作郎之職，領本郡中正。陳壽之後致力於編寫魏吳蜀的歷史，遂成《三國志》，共六十五篇，在當時即為人稱頌；但議論者亦批評陳壽在《三國志》中不為丁儀、丁暠立傳，以及因陳壽父親被馬謖獲罪連坐而在書中貶損諸葛亮父子之語。
張華曾經打算舉薦陳壽為中書郎，由於荀勗妒忌張華而連帶厭惡陳壽（一說是荀勗對陳壽寫的《三國志》不滿意），暗示吏部改任陳壽為長廣太守，陳壽以母親年老為由而推辭。杜預出鎮荊州前，再向晉武帝司馬炎推薦陳壽，因此陳壽被授任御史治書。
陳壽在母親死後，按其遺言把她安葬在洛陽，反因不把母親歸葬回鄉而遭議論貶職。譙周過去曾對陳壽說過：「你必然會以才學成名，不過也一定會受到詆毀挫折，這卻並非甚麼不幸的事情。你最好還是多加謹慎吧。」結果陳壽兩次受到貶職的折辱，就如譙周當初的預言一樣。於是，陳壽雖然在數年後再被起用為太子中庶子，卻沒有前往應職。
王崇、壽良、李密、陳壽、李驤、杜烈一同入京都洛陽，被稱為是梁、益二州有代表性的俊傑。壽良、李密、陳壽、李驤、杜烈五人雖然交情甚好但最終都疏遠陌生了，後陳壽、壽良和李驤互相誣衊攻擊，因此李驤被有識之士批評，三人都被李密亦公允地評價得失並且嚴厲批評。只有王崇一人憑著寬厚和順的性格，不分彼此，對待五人一視同仁，一直保持著深厚的友誼。
陳壽曾撰《益部耆舊傳》十篇。文立向朝廷呈獻此書，受到司馬炎嘉獎。元康七年（297年）陳壽病逝，享年六十五歲。梁州大中正尚書郎范頵上書給晋惠帝，稱讚陳壽的《三國志》一書「辭多勸誡，明乎得失，有益風化」，而請求派人採錄，令陳壽的《三國志》因此得而流傳於世。陳壽另撰《古國志》五十篇。

## 親屬

### 侄子
- 陳符，字長信，有文才，入晉後接替陳壽成為著作佐郎。
- 陳蒞，字叔度，入晉後擔任梁州別駕。

## 評價

### 時人評價
- 譙周：「卿必以才學成名，當被損折，亦非不幸也。宜深慎之。」

### 正面
據《晉書》記載，陳壽《三國志》的成就在當時就已得到很高的評價，同時期夏侯湛也著有《魏書》，但看了陳壽的《三國志》後便自嘆不如，而銷毀自己的作品。陳壽的同僚張華更對其讚譽有加，說：“應該把本朝歷史的編纂大任也交給陳壽。”
後世，南朝梁的劉勰在《文心雕龍·史傳》也認為：“唯陳壽三志，文質辨洽，荀、張比之於遷、固，非妄譽也。”
陳壽對於史料的取捨選擇比較審慎謹嚴，文字也以簡潔見長。陳壽在《三國志》中不僅記錄了三國時期在政治、經濟、軍事方面的情況，以及對文學、藝術、科技等方面作出貢獻的人，同時還記錄了當時國內少數民族和鄰國的歷史，例如《魏志·倭人傳》就是日本古代歷史的重要史料之一。
唐代房玄齡等人在編撰《晉書·陳壽傳》時評價陳壽的史作足以繼承左丘明、司馬遷和班固等前輩的經典：「丘明即沒，班馬迭興，奮鴻筆於西京，騁直詞於東觀。自斯已降，分明競爽，可以繼明先典者，陳壽得之乎！」又贊曰：「陳壽含章，岩岩孤峙。」

### 負面
對於陳壽的史家中立性也有批評或懷疑的聲音。據《晉書》記載，當時传闻陳壽曾向丁儀、丁廙兄弟的子孫索取立傳費，說：“可觅千斛米见与，当为尊公作佳传。”結果被拒絕後，陳壽懷恨而不為享有高名的丁氏二人立傳。據《三國志·魏書·任城陳蕭王傳》記載，陳壽出生前13年（220年）丁氏兄弟和全家男性均已被曹丕所殺，根本無後代。如採信此說法，則晉書的記載爲謠言。但由於陳壽是《三國志》作者，所以此說法不能作為確切依據。也有人根据据信为丁仪遗孀所作的《寡妇赋》“抱弱子以自慰”一语，认为丁氏兄弟虽然被杀，但并未祸及男嗣。此说也存疑，因《寡妇赋》未必为丁仪遗孀所作，描述的也未必是丁仪的遗孀。潘眉《三国志考证》指出丁仪、丁廙并非高官也无大功，又夺嫡不成，是曹魏罪人，才是不得立传的原因。王鸣盛《十七史商榷》：“丁儀、丁廙巧佞之猶，安得立傳？”朱彝尊也指出：“（陈）寿于魏文士，惟为王粲、卫觊等五人立传，粲取其兴造制度，觊取其多识典故，若徐幹、陈琳、阮瑀、应玚、刘桢，仅于《粲传》附书。彼丁仪、丁廙何独当立传乎？造此谤者，亦未明寿作史之大凡矣。”指丁氏兄弟之事迹鲜有可说，故不立传。
另外《晉書》亦記載，陳壽父親曾為馬謖參軍，而馬謖被諸葛亮處死後，陳壽父親因連坐而受髡刑，而諸葛亮的長子諸葛瞻又看不起陳壽。陳壽因此在《三國志·諸葛亮傳》中記載諸葛亮並不擅長用兵打仗，並無應對敵人的才能，又指諸葛瞻只精通書法，名過其實。此處亦同樣招來批評。

## 動漫作品
- 《火鳳燎原》（陳某）：尚未登場，設定父親為陳式，曾言：他日有兒，取名為壽。

## 延伸阅读
[在维基数据编辑]
 在维基文库阅读此作者作品
 《晉書·卷082》，出自房玄齡《晉書》
 《明史卷一百五十》，出自《明史》
 《明史卷一百八十六》，出自《明史》